# 兵庫県立宝塚東高等学校
兵庫県立宝塚東高等学校（ひょうごけんりつ たからづかひがしこうとうがっこう）は、兵庫県宝塚市中山五月台にある県立の高等学校。通称、「東高」。

## 沿革
- 1974年（昭和49年） - 開校。当初は、兵庫県立伊丹北高等学校に間借りしていた。
- 1975年（昭和50年） - 校舎完成。
- 2009年（平成21年） - 総合健康類型を設置。
- 2017年（平成29年） - 長寿命化改修を実施。

## 設置学科
- 全生徒が全日制普通科に所属する。
- 2年次より、生徒は類型を選択し、進路に応じたカリキュラムで学習する。

- 類型
  - 文型
    - 文系の4年制大学から専門学校、就職まで広い進路に対応した類型である。

  - 理型
    - 理系の4年制大学進学希望者を中心とした類型である。数学と理科の科目が充実している。

  - 総合健康類型
    - 2月の特色選抜での入学生を中心とした類型である。健康、医療、スポーツについて興味がある生徒が所属し、リーダーとして地域に貢献できる人材の育成を目指している。

## 特色
- アメリカンフットボール部から2012年高校東西対抗2年生選抜戦ニューイヤーボウルに4人選ばれる。
- アメリカンフットボール部は全国大会出場経験あり。
- 写真部は数々の賞を受賞している。
  - 2005年（平成17年）度
    - 第13回春季写真コンテスト優秀学校賞受賞。
    - 第25回近畿総合文化祭にて2点出展。
    - 第29回兵庫県総合文化祭写真部門展優秀学校賞受賞。

  - 2006年（平成18年）度
    - 第26回近畿総合文化祭出展。
    - 第30回兵庫県高等学校総合文化祭出展。
- 校歌の作詞は、初代校長・宮崎真佐夫。作曲は、初代音楽教諭・清家静。

## 主な出身者・教員
- 内田達也（サッカー選手・ザスパクサツ群馬所属）
- 三浪昇（元漫才師、ババリア）
- 三原健司（フレデリック）
- 三原康司（フレデリック）
- 小山弘訓（タレント）
- 志岐幸子（1993年ミス・ユニバース世界大会日本代表、フジテレビ「プロ野球ニュース」キャスター、大学教授）
- 安井牧子  (タレント)
- 武知海青（THE RAMPAGE from EXILE TRIBE所属　パフォーマー）中退
- 山路藍（女子競輪選手、元吉本新喜劇団員）
- 片野泰敬（講演家、企業研修講師）
- 林家染左（落語家、林家染丸一門）
- 白井璃緒（競泳選手、2020東京オリンピック日本代表）
- 大社充（芸術文化観光職専門大学教授）
- 西阪太志（NHKアナウンサー）
- 風早ひさお（兵庫県議会議員,元宝塚市議会議員）
- 櫻間敏夫  (教員として在籍、元啓明学院高等学校校長およびアメリカンフットボール部監督)
- 住吉ちほ  (タレント)